# تاريخ الكاميرون

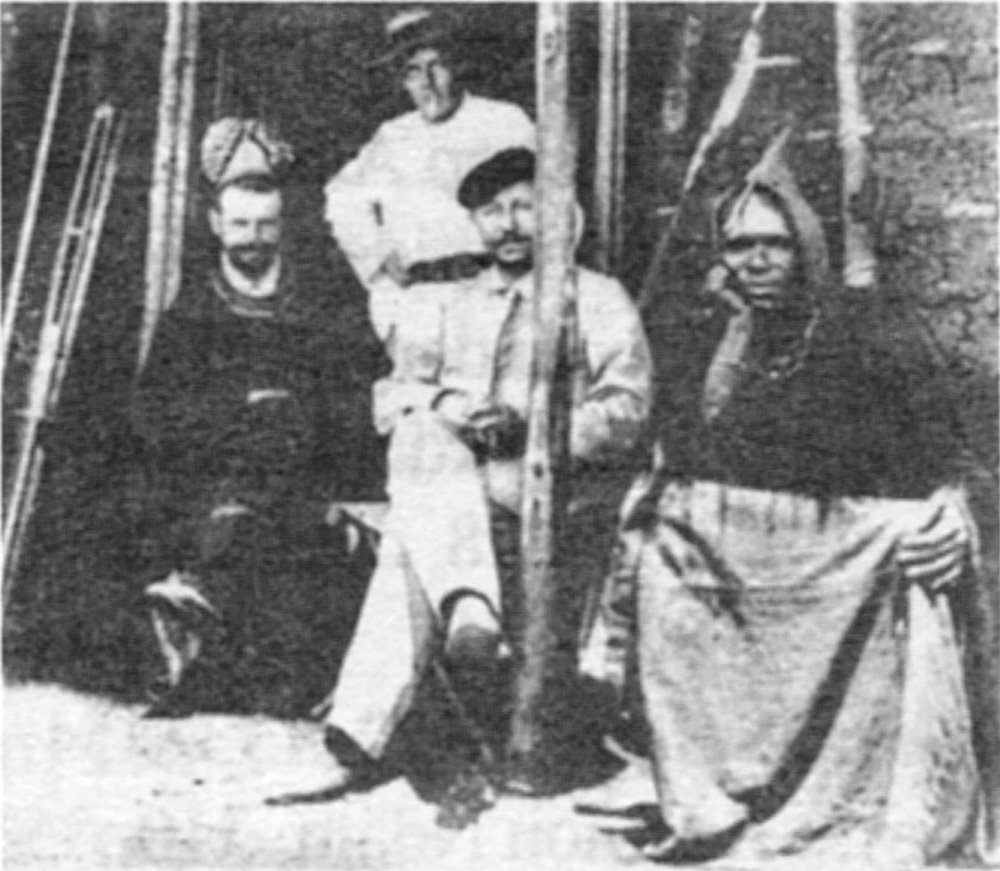
تجار أوربيون في الكاميرون

شهدت أراضي ما يعرف الآن بالكاميرون سكنًا بشريًا منذ بعض الوقت في العصر الحجري القديم الأوسط، وهو ما لا يتجاوز 130 ألف عام. يعود أقدم دليل أثري اكتُشف على وجود البشر إلى نحو 30000 عام في شوم لاكا. تعتبر مرتفعات باميندا في غرب الكاميرون بالقرب من الحدود مع نيجيريا هي الأصل الأكثر احتمالًا لشعوب البانتو، التي سيطرت لغتها وثقافتها على معظم وسط وجنوب إفريقيا بين 1000 قبل الميلاد و1000 م.
وصل التجار الأوروبيون في القرن الخامس عشر وكانت الكاميرون هي الاسم الغريب الذي أطلقه البرتغاليون على نهر ووري، والذي أطلقوا عليه اسم ريو دوس كاماريس - نهر الروبيان. كانت الكاميرون مصدر عبيد لتجارة الرقيق. بينما كان الجزء الشمالي من الكاميرون خاضعًا لتأثير الممالك الإسلامية في حوض تشاد والساحل، كان الجنوب يحكمه إلى حد كبير ملوك وزعماء قبائل وعلماء صغار.
ظهرت الكاميرون ككيان سياسي من استعمار الأوروبيين لأفريقيا. منذ عام 1884، كانت الكاميرون مستعمرة ألمانية، كاميرون الألمانية، ورُسمت حدودها من خلال مفاوضات بين الألمان والبريطانيين والفرنسيين. بعد الحرب العالمية الأولى، كلفت عصبة الأمم فرنسا بإدارة معظم الأراضي، مع إدارة المملكة المتحدة لجزء صغير في الغرب. بعد الحرب العالمية الثانية، أنشأت الأمم المتحدة، التي خلفت عصبة الأمم، نظام وصاية، تاركة فرنسا وبريطانيا في السيطرة على مناطق كل منهما، الكاميرون الفرنسية والكاميرون البريطانية.  عام 1960، حصلت الكاميرون على استقلالها حيث صوّت جزء من الكاميرون البريطانية للانضمام إلى الكاميرون الفرنسية السابقة. لم يكن للكاميرون سوى رئيسان منذ الاستقلال، وبينما قُلّصت أحزاب المعارضة عام 1990، لم يحكم سوى حزب واحد. حافظت الكاميرون على علاقات وثيقة مع فرنسا وتحالفت إلى حد كبير مع المصالح السياسية والاقتصادية الغربية طوال الحرب الباردة وحتى القرن الحادي والعشرين. أعطى هذا الاتساق الكاميرون سمعة باعتبارها واحدة من أكثر البلدان استقرارا في المنطقة. عام 2017، أدت التوترات بين الكاميرونيين الناطقين بالإنجليزية في الأراضي البريطانية السابقة والحكومة التي يهيمن عليها الفرنكوفونية إلى اندلاع حرب أهلية مستمرة تُعرف باسم أزمة الناطقين بالإنجليزية في غرب البلاد، بينما واصل المتمردون الإسلاميون بوكو حرام تنفيذ هجمات عسكرية وإرهابية في البلاد.

## تاريخ ما قبل الاستعمار

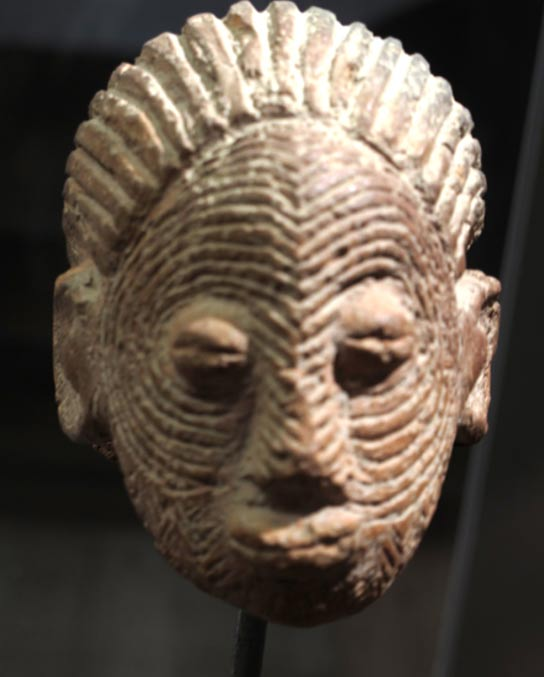
رأس تمثال تراكوتا من حضارة ساو – فن الكاميرون

### عصور ما قبل التاريخ
من 1804-1808 شهدت حرب الفولاني إخراج بورنو شمالًا خارج الكاميرون وسيطرت خلافة سوكوتو على المنطقة، بالإضافة إلى معظم شمال نيجيريا ومساحات شاسعة من مالي. كانت إمبراطورية إقطاعية مع حكام محليين يتعهدون بالولاء وتكريم الخليفة، ومن المحتمل أن يكون شمال الكاميرون جزءًا من إمارة أداماوا داخل الخلافة. أثبت هذا الهيكل أنه عرضة للاستغلال من قبل القوى الاستعمارية بداية من سبعينيات القرن التاسع عشر، والتي سعت إلى تقويض روابط الحكام المحليين بالخلافة.

### المناطق الجنوبية
لم تصل الإمبراطوريات الإسلامية في الصحراء والساحل إلى الجنوب أكثر من مرتفعات خط الكاميرون. إلى الجنوب، هناك القليل من الأدلة الأثرية على الإمبراطوريات أو الممالك الكبيرة ولا يوجد سجل تاريخي بسبب نقص الكتابة في المنطقة. عندما وصل البرتغاليون إلى المنطقة في القرن السادس عشر، حكم عدد كبير من الملوك والرؤساء مناطق صغيرة. العديد من المجموعات العرقية، وخاصة المتحدثين بلغات غراسفيلدز في الغرب، لديهم تاريخ للهجرة إلى الجنوب هاربين من الغزاة المسلمين، ومن المحتمل الإشارة إلى حرب الفولاني والصراعات اللاحقة في نيجيريا وشمال الكاميرون.
منعت الملاريا الاستيطان الأوروبي حتى أواخر سبعينيات القرن التاسع عشر، عندما توفرت إمدادات كبيرة من الكينين المثبط للملاريا. كان الوجود الأوروبي المبكر في الكاميرون مكرسًا بشكل أساسي للتجارة الساحلية واكتساب العبيد. كان ساحل الكاميرون مركزًا رئيسيًا لشراء العبيد الذين نُقلوا عبر المحيط الأطلسي إلى البرازيل والولايات المتحدة ومنطقة البحر الكاريبي.  في عام 1807، ألغى البريطانيون العبودية في الإمبراطورية وبدأوا جهودًا عسكرية لقمع تجارة الرقيق، لا سيما في غرب إفريقيا. إلى جانب نهاية واردات الرقيق القانونية في الولايات المتحدة في نفس العام، انخفضت تجارة الرقيق الدولية في الكاميرون بشكل حاد. أسس المبشرون المسيحيون وجودهم في أواخر القرن التاسع عشر. في هذا الوقت تقريبًا، وسعت كونفدرالية أرو نفوذها الاقتصادي والسياسي من جنوب شرق نيجيريا إلى غرب الكاميرون. ومع ذلك، أدى وصول المستعمرين البريطانيين والألمان إلى قطع نموها وتأثيرها.